# Савояров, Михаил Николаевич
Михаи́л Никола́евич Савоя́ров (Соловьёв) (30 ноября 1876 года, Москва — 4 августа 1941 года, там же) — русский и советский автор-куплетист, композитор, поэт, шансонье и мим-эксцентрик Серебряного века. На протяжении 25 лет начала XX века — широко известный исполнитель песен и куплетов собственного сочинения, имевший репутацию артиста «грубого стиля».:544 Пик популярности Савоярова пришёлся на годы Первой мировой войны (1914—1917), когда его песенки распевал буквально весь Петроград, ноты выпускались в массовых сериях издательствами «Эвтерпа» и «Экономик» под грифом «Колоссальный успех», фотографии издавались в качестве почтовых открыток «для фронта, для победы», а концерты проходили едва ли не ежедневно — при полных сборах. К тому же времени относятся его приятельские отношения с Александром Блоком, который высоко ценил творчество этого автора и часто бывал на его представлениях, как один, так и вместе с женой:514 После серии особенно популярных куплетов 1914—1916 года («Трубачи», «Кисанька», «Яша-скульптор», «Луна-пьяна!», «Наша культура», «Благодарю покорно!») за Савояровым закрепилось неформальное звание «Короля Эксцентрики»..
Учитывая практически точное совпадение периода наибольшей популярности артиста с кратким периодом переименования столицы, Михаила Савоярова можно назвать в точном смысле этого слова именно петроградским эстрадным артистом.
Внук Михаила Савоярова — российский композитор, художник и писатель, известный под псевдонимом Юрий Ханон.

## Биография

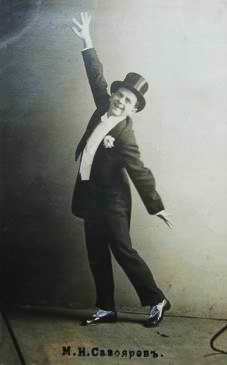
Савояров М. Н. — почтовая открытка 1914 года

Михаил Николаевич Савояров (Соловьёв) родился в Москве в старой купеческой семье 30 ноября 1876 года. Систематического музыкального образования в ранние годы не получил. Играл на скрипке, отчасти самоучкой, отчасти получая нерегулярные частные уроки. В детские годы познакомился с поэтом-сатириком Петром Шумахером и, несмотря на краткость личного общения, до конца жизни очень высоко ценил его творчество и не без оснований называл себя «учеником сапожника». Краткое знакомство подростка с первым «говняным поэтом» России очень сильно повлияло на поэтический стиль, общественную позицию и даже характер Михаила Савоярова: независимый, жёсткий и анархически свободный Не меньшее влияние на формирование его артистического и поэтического стиля будущего «рвотного шансонье» оказало знакомство с творчеством парижских фумистов — «пускателей дыма» на ниве искусства. Как дань уважения и признательности, Савояров иногда называл свои концерты «дымными фонфоризмами» или «фанфароннадами».:57-58.
В Санкт-Петербург Михаил Савояров переехал в конце 1890-х годов, буквально сбежав от навязчивой родительской опеки. В самом начале XX века служил скрипачом в оркестре частной оперы, а затем — в оркестре театра «Палас» (позднее Ленинградский театр музыкальной комедии). Репертуар театров, где состоял Савояров, был составлен в основном из оперетт, что и наложило основной отпечаток на его собственные работы и стиль. Как-то раз, по случаю, заменяя запившего артиста, Савояров попробовал себя на сцене в амплуа опереточного тенора-простака. Имел успех, однако, не соответствовавший его ожиданиям. Обладая независимым и самолюбивым характером, очень скоро покинул театральную службу и перешёл на вольные хлеба. Сначала (с 1905) был замечен как участник разнохарактерных музыкальных антреприз или так называемых «капелл» — малороссийских, русских, цыганских или псевдо-французских, что тогда было модно и приносило сборы.
Постепенно Савояров начал сам сочинять всё больше стихотворных текстов, сначала на музыку популярных опереточных куплетов или народных песен, а позднее — и на собственные мелодии. Причём, своё творчество он (по примеру и совету своего учителя, Петра Шумахера) с самого начала жёстко делил на две неравные и неравноценные части: публичную (тексты для куплетов, песен, шансонеток и монологов) и непубличную («стихи для чемодана», а не для посторонних глаз). Оригинальные литературные и музыкальные способности помогли ему быстро выдвинуться как исполнителю своего собственного репертуара, что давало уже совершенно другой артистический статус. В основном савояровский репертуар состоял из песенок и куплетов в сопровождении фортепиано, игры на скрипке, танцев и эксцентричного актёрства, иногда доходящего почти до шутовской игры (фиглярской, гаерской или миннезингерской). Особенно удачным в этом смысле выглядит полное совпадение творческой манеры с материнской фамилией артиста «Савояров» (со времён средневековья во Франции савояр — это бродячий уличный музыкант, трубадур родом из Савойи). Сама же фамилия «Савояровых» имела грубо русифицированное происхождение и происходила от матери артиста (Мари-Жанны Кариньян дю Савой, внучки принца Карла-Эммануила, убитого в Париже по приказу Наполеона), покинувшей территорию Савойи во время её последней аннексии Францией (в 1860—1861 году).
В 1907 году Савояров удачно выступил на Нижегородской ярмарке с серией концертов вдвоём со своей женой Савояровой (Азагариной) Ариадной Петровной (позднее известной как Ариадна Горькая). Ранее она уже имела известность в антрепризах, как исполнительница и песенок на французском языке. Выступая как характерные «франко-русские дуэттисты», они имели в своём репертуаре комические и сатирические сценки с песенками, танцами, переодеванием и перевоплощением, широко используя театральные костюмы, грим, мизансцены и даже минимальные декорации. Часть репертуара была на французском языке.
Перед войной Савояров успел сняться в нескольких кинофильмах, чаще всего, в роли самого себя. К примеру, в «Путешествии на Луну» артист исполнял сатирические куплеты собственного сочинения с ироническим текстом: «Наживусь, дела устрою, иллюзиончик там открою...»:218 Во время премьеры и нескольких показов кинофильма Савояров исполнял куплеты «вживую» (в качестве своеобразного тапёра), сопровождая собственное появление на экране.

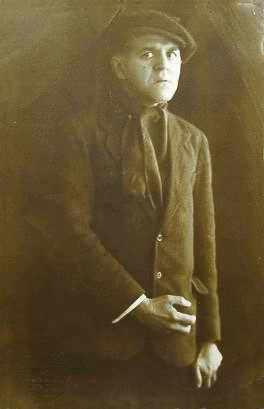
Савояров М. Н. в роли «босяка» — почтовая открытка 1915 года

В 1914 году Савояров издал в Петербурге первый сборник избранных текстов своего сочинения и вступил в Общество драматических и музыкальных писателей. В возрасте сорока лет он доводит своё мастерство эксцентрика до виртуозного, сочиняет свои лучшие песни и добивается наибольшей популярности. Любимый персонаж Савоярова — светский фланёр, пижон, мелкий буржуа, посетитель злачных мест — в помятом или наглаженном фраке, цилиндре или котелке, с тросточкой и хризантемой в петлице. Иногда Савояров использовал и маску «босяка», для таких случаев он, как правило, писал специальные куплеты. Один из них так специально и представлял автора: «Я — босяк и тем горжуся, Савояровым зовуся».
В течение всей артистической карьеры Савояров явно тяготился своей «слишком узкой» популярностью — только сатирического или эксцентрического юмориста и неоднократно пытался «пробить» жанровую перегородку к высокой поэзии. Так, известна его патетическая мелодекламация военных лет под названием «Слава русской женщине» (военно-патриотического содержания), которая, впрочем, не имела такого же шумного успеха, как его фривольные комические куплеты. С другой стороны, эксцентрично-трагическая музыкальная сцена «Смерть авиатора», посвящённая нашумевшей гибели капитана Мациевича, имела столь впечатляющий резонанс, что продержалась в репертуаре Савоярова почти десять лет и впоследствии была переделана в более пространную сцену «На аэродроме» (полёт авиатора). В этом концертном номере артист работал на границах приличия, а иногда и за ними, гротескно выламываясь и имитируя то ли похоронных плакальщиц, то ли родственную «скорбь на грани разрыва аорты», иногда трудно было понять, издевается он над «святыми чувствами» или «сопереживает» до потери чувства меры.
Наибольшую популярность Савояров приобрёл к 1916—1917 годам, непосредственно перед двумя русскими революциями. Комические песенки «Кисанька», «Погулял», «Благодарю покорно!», «Наша культура», «Из-за дам» переиздавались несколько раз (Петроград, 1914, 1915, 1917), разошлись на многочисленные цитаты и крылатые фразы (вплоть до сего дня), а сатирическую песенку «Луна, луна, наверно ты пьяна?» распевал (до октябрьского переворота) буквально весь Петроград Особенно стойкий успех имели куплеты «Наша культура». Они вошли в репертуар многих куплетистов, как легально, с согласия автора, так и многократно «воровались» другими эстрадными артистами. А припев этой песенки («Вот вам плоды просвещенья, вот вам наша культура!») использовался разными авторами для многочисленных модернизированных версий даже в 1920-е годы..
Популярность Савоярова в последние годы существования Российской империи сегодня трудно переоценить. В годы с 1915-го по 1918-й залы на его выступлениях были постоянно переполнены, представляя собой хронический аншлаг, он мог давать концерты каждый день. В огромных количествах издавались его ноты, продавались почтовые открытки с фотографиями, это были специальные карточки с портретом, подписью «Савояров», они тоже раскупались. «Вообразить сегодня популярность этого человека сегодня невозможно, — говорит Соломон Волков, — она была, я не знаю…, как у Высоцкого, правильно. И то я ещё не знаю, если бы Высоцкий давал каждый день концерт даже в большом городе, собирал бы он там полные залы, как Савояров, да ещё в той ситуации, вы себе представьте, на переломе эпох, со всеми трудностями…»
Вместе с тем, в 1915—1917 годах некоторые злободневные куплеты Савоярова отличались критической остротой, а временами даже политической неблагонадёжностью. Поэтому в печати эти песенки публиковались далеко не все, нерегулярно, а те, которые всё же выходили — подвергались жёсткой цензуре, сокращению числа куплетов в несколько раз и всестороннему смягчению текста.
Именно к этому времени относится знакомство Савоярова с Александром Блоком, который десятки раз бывал на его концертах в кинотеатрах и кафешантанах в 1914—1918 годах. В 1915 году это превратилось в обычное времяпрепровождение поэта, примерно таким же образом, как годом раньше Блок регулярно посещал концерты и оперные выступления Любови Дельмас, посвятив ей, в результате, цикл стихов «Кармен», проникнутый духом и стилем её репертуара.
Время от времени Блок приводил с собой послушать и посмотреть на Савоярова тех, кто желал исполнять с эстрады его стихи и пьесы. Так, в 1918 году он несколько раз показывал Савоярова своей жене Л. Д. Менделеевой-Блок, чтобы она «поучилась» эксцентрической манере, в которой следует читать поэму «Двенадцать». Равным образом, и Всеволод Мейерхольд, в период его работы над «Балаганчиком» пару раз приходил на концерты Савоярова вместе с Блоком, по мнению которого савояровский балаганчик был «куда лучше нашего». Вот одна из более поздних записей на эту тему, относящаяся уже к периоду поэмы «Двенадцать», которую Блок оставил в своих записных книжках:

 "…Люба, наконец, увидала Савоярова, который сейчас гастролирует в «миниатюре» рядом с нами. — Зачем измерять унциями дарования александринцев, играющих всегда после обеда и перед ужином, когда есть действительное искусство в «миниатюрах»… Ещё один кол в горло буржуям, которые не имеют представления, что под боком.— (20 марта 1918, А.А. Блок, записные книжки).
Сам Блок «Двенадцать» почти никогда не читал, не умел и даже не пытался этого делать. С чтением поэмы неизменно выступала его жена. Впрочем, по почти единодушным отзывам слушавших «Двенадцать» в исполнении Любовь Дмитриевны, читала она плохо, впадая в дурную театральщину. Крупная, казавшаяся даже громоздкой женщина с массивными руками, обнажёнными почти до самых плеч, резко выкрикивая и жестикулируя, металась по эстраде, то садясь, то снова вскакивая. Некоторым наблюдавшим казалось, что и Блоку слушать Любовь Дмитриевну было досадно и неприятно. Навряд ли это было так, поскольку Блок постоянно советовал и показывал ей, как следует читать поэму. Известно, что он специально водил Любовь Дмитриевну слушать Михаила Савоярова, этого «грубоватого куплетиста», искусство которого высоко ценил. Очевидно, он полагал, что читать «Двенадцать» нужно именно так, — как выступал Савояров, но сам Блок в подобном духе читать не умел и не научился. Для этого ему пришлось бы самому стать, как он выразился «эстрадным поэтом-куплетистом»:544.
Равным образом, и Савояров не оставался в долгу. Специально для высокого гостя своих концертов он сочинил несколько песенок, в той или иной степени пародирующих или «с лёгким ироническим поклоном» цитирующих самые знаменитые строки и стихотворения Блока — и всякий раз исполнял эти куплеты, зная, что их автор присутствует в зале. Подобный живой «диалог» двух артистов непосредственно во время концерта, вызывал неизменный восторг у публики. Наиболее известной из вещей такого рода является весьма ехидный парафраз на одно из самых известных стихотворений Блока «Ночь, улица, фонарь, аптека…», высмеивающий чуть ли не повальную популярность символистской поэзии среди самых низких (и широких) слоёв петербургских обывателей. Савояровские куплеты начинались гримасой и выразительным намёком: «Магазин, толпа, дешёвка»…

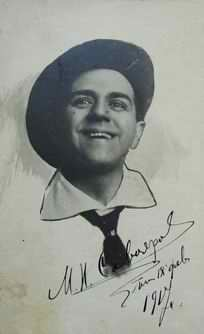
Савояровъ М. Н. — почтовая открытка 1916 года

Так же, как и Александр Блок, в первые годы после Октябрьской революции Савояров сотрудничал с новой властью. Примерно три года (после 1918) он возглавлял союз артистов эстрады Петрограда. Но в скором времени его вытеснили более «натуральные» пролетарские артисты. В 1920-е годы Савояров пытался обратиться к новым советским темам, продолжал выступать и дополнять свой репертуар. В исполнении второй жены Михаила Савоярова, артистки Елены Никитиной (1899—1973) была популярна чисто опереточная «Песенка пролетарки» и романс-пародия «Вы всё та же», где высмеивались изнеженные интонации «Пьеро» Вертинского.
Савояров продолжает выступать с концертами и гастролирует по всей стране до 1930 года. В это время ему уже за 50 лет. Из наиболее известного репертуара того периода можно назвать сатирические куплеты «Какой пассаж!» (в ритме чарльстона), монологи в жанре раёшника «Вы говорите, перегибаем палку», «Хочу всех любить» (1925), сатирический музыкальный фельетон «Тоже мне рекорды!» (1929), песенка-пародия «Кирпичики» и другие. Обращался Савояров и к «левому» жанру, в частности, выступал с экспериментальными стихами Ильи Сельвинского, читал «Улялаевщину» в костюме синеблузника — и всё это в своей прежней раскованной и эксцентричной манере. Однако такого же успеха, как в Петрограде 1915 года, в советское время Савояров уже не имел.
К началу 1930-х годов его концертная деятельность постепенно сокращается до полного замерзания, а концертное турне 1933 года по южным областям Советского Союза становится последней серией выступления артиста. Политическая обстановка в стране постепенно цементируется, образуются единые социалистические творческие союзы и запрещается практика свободных концертов. Линия партии не приветствует никакой эксцентрики, тем более — сатирической. В 1933 году Савояров перебирается из Ленинграда в Москву, где и проживал последние семь лет. В эти годы он не давал концертов и больше не сочинял эстрадных номеров, но только давал уроки сценического движения и втайне от всех писал стихи. Он умер (или, возможно, погиб от осколочного ранения) спустя полтора месяца после начала войны с Германией. Согласно официальным документам, М. Н. Савояров скончался 4 августа 1941 года от разрыва сердца во время бомбёжки, в подворотне дома 43 по улице Лесной. Он не уходил в бомбоубежище во время немецких авианалётов. Похоронен на Ваганьковском кладбище.

## Артистическое влияние

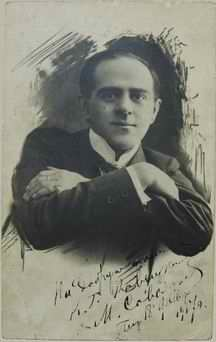
Савояров М. Н. почтовая открытка 1913 года

Савояров впервые в России вывел на музыкальную сцену авторский эксцентрический стиль исполнения, далеко отличный от циркового или театрального. В 1910-е годы его новаторское присутствие в этой области распространялось от «музыкальных концертов» Игоря Северянина до «Балаганчика» Александра Блока. По мнению разных исследователей литературы Серебряного века, Блок испытал довольно сильное влияние эксцентрического стиля артиста и даже поэта М. Н. Савоярова, которое более всего сказалось в его послереволюционном творчестве. М. А. Бекетова в своих посмертных воспоминаниях о Блоке писала, что «его любимцами были два талантливых куплетиста — Савояров и Ариадна Горькая», которых поэт «совершенно серьёзно считал <…> самыми талантливыми артистами в Петербурге», многократно бывая на их концертах сам и показывая на примере их исполнения Любови Дмитриевне «как надо читать <поэму> Двенадцать». Для Блока искусство Савоярова было настоящим, живым, непосредственным и сильным. «Оттого оно так и нравилось Александру Александровичу».
Как считал Виктор Шкловский, именно в жанрово сниженной окраске стиха крылась разгадка поэмы «Двенадцать», которую все дружно осудили и мало кто понял именно потому, что Блока слишком привыкли принимать всерьёз и только всерьёз. В «Двенадцати», этом портрете революционного Петрограда, который Шкловский сравнивал с «Медным всадником» Пушкина, зазвучали совершенно новые мотивы. Одним из первых это почувствовал тот же Шкловский:

«Двенадцать» — ироническая вещь. Она написана даже не частушечным стилем, она сделана «блатным» стилем. Стилем уличного куплета вроде савояровских.— Шкловский В. Б. «Гамбургский счёт»: Статьи, воспоминания, эссе. (1914—1933).
В своей литературоведческой работе Виктор Шкловский имел в виду именно Михаила Савоярова, очень популярного в те годы в Петрограде шансонье, работавшего в так называемом «рваном жанре»: он появлялся на сцене в костюме и гриме босяка. Молодой балетный танцовщик Георгий Баланчивадзе (будущий Джордж Баланчин) навсегда запомнил, как Савояров пел свои знаменитые блатные куплеты «Алёша, ша, возьми полтоном ниже, брось арапа заправлять»…
Однако это лишь самое общее взаимовлияние, эффект присутствия сильной и яркой личности, которое неизбежно проявляется в культурной среде. Савояров ввёл в активный обиход музыкальные пародии (так называемые «ответы») на других авторов. Особенно известны были его «Дитя, не спеши» (ответ на романс М. Кузмина «Дитя и роза») и канцонетта «Вы всё та же» (пародия на романс Вертинского «Ваши пальцы пахнут ладаном»). Первые строки этой пародии обильно поливали иронией не только декадентские образы и интонации, но и заодно изысканный быт первых послереволюционных лет: «Вы всё та, вы вся пахнете амброю, Перемены в вас нет, вы всё та…, Сами пол подметаете шваброю, Но прекрасны — как сон, как мечта». В своих концертах 1920-х годов Савояров переодевался, гримировался и часть второго отделения исполнял под торговой маркой (и маской) Вертинского, а в сборных гастрольных программах иногда делил это занятие «на двоих»: вместе с ленинградским артистом Валерием Валертинским, весь репертуар, псевдоним и сценический образ которого был построен на «песенках фарфорового паяца»:277.

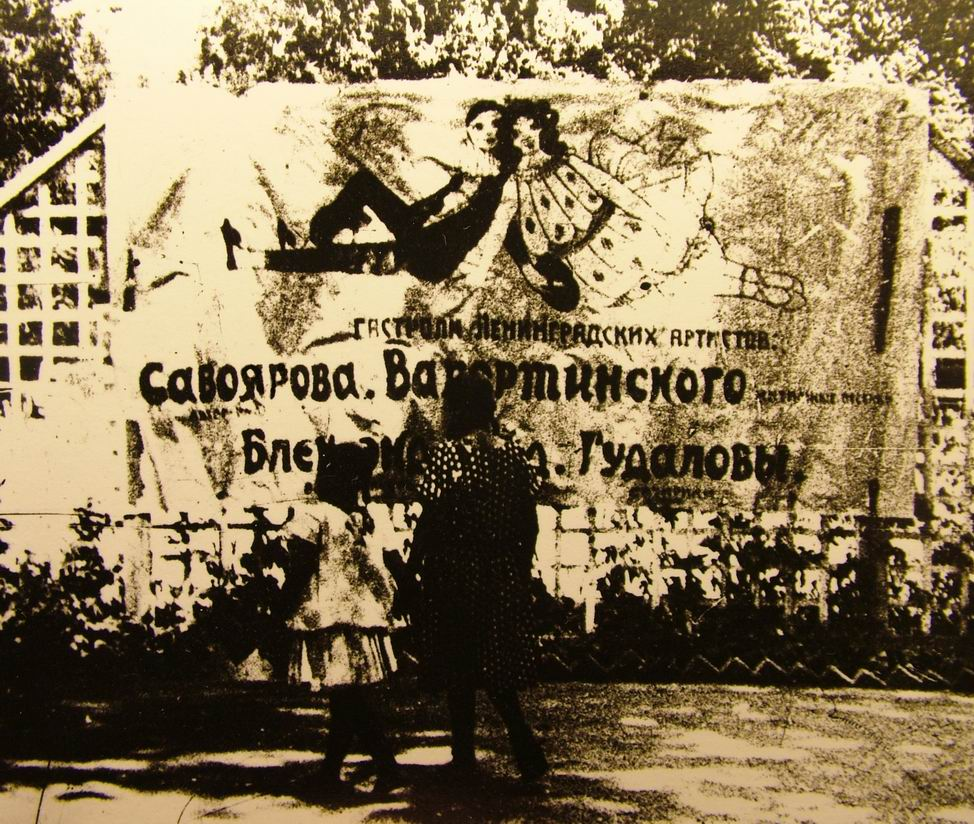
Афиша концерта
«Савоярова и Валертинского», Кисловодск, август 1926

Куда менее были известны в артистической среде другие пародии и хлёсткие эпиграммы на поэтов, писателей и музыкантов «Серебряного века», которые иногда были настолько злыми и едкими, что их приходилось попросту «скрывать» от адресата. Нередко Савояров позволял себе шутки и метафоры на откровенно «неприличном» уровне, высмеивая и обсуждая в стихах вещи непозволительные, находящиеся «значительно ниже пояса». Некоторые его поэтические миниатюры и мелодекламации конца 1910-х годов, написанные живым речевым слогом, заходили за грань понимания и абсурда, предвосхищая будущий стиль поэтов-обериутов¸ прежде всего, Введенского, Олейникова и Хармса. В творчестве последнего из них имеется также и прямой отклик на одну из самых популярных савояровских песенок, в которой постоянно повторялась и перевиралась одна фраза, давшая заголовок песенке: «Из-за дам». Это — одно из немногих однострочных стихотворений Хармса: «за дам задам по задам», написанное пятнадцатью годами позднее куплетов Савоярова:24.
Савояровская манера выразительно петь (в манере эксцентричного разговора), активно жестикулировать, непрерывно двигаться по сцене и одновременно играть на скрипке, неизменно производила эффект на публику и коллег артистов. Нередко его куплеты воровали или заимствовали, а в 1920-х годах их тексты — переписывали на актуальный советский лад. Вслед за ним со скрипкой в 1920—1930-е годы стал выступать куплетист Григорий Красавин, первый исполнитель знаменитых «Бубликов», блатных куплетов Якова Ядова. Традицию советского продолжения «бесконечных» куплетов Савоярова уже в 2010-годах подхватил шансонье и поэт Псой Короленко. В 2014 году он создал на основе сохранившихся нот Савоярова концертную программу «Благодарю покорно!», которую исполнил достаточно «широко в узких кругах» по всему миру.
Последние годы в Ленинграде и Москве у Савоярова учились многие, хотя происходило это бессистемно и большей частью в личном порядке. Из известных его учеников этого периода прежде всех можно назвать Аркадия Райкина, который одновременно с обучением в техникуме брал у Савоярова частные уроки пантомимы и сценического движения, встретил у него сочувственное отношение и личную поддержку. Савояров стал для Райкина не только учителем, но и внимательным старшим товарищем. Он ввёл молодого человека в артистический круг, поделился старыми связями, познакомил с «нужными людьми». Аркадий перенял у Савоярова манеру и принципы подачи сатирического материала, научился выражать мысль мимическим движением, в одном жесте. Мобильность и гибкость Савоярова при смене образов, умение мгновенно переключаться с персонажа на персонаж впоследствии стали визитной карточкой самого́ Райкина, а специфика савояровского сценического стиля нашла своё воплощение в первых эстрадных номерах артиста, которые были поставлены в танцевально-мимическом жанре, без единого слова.:232 Сегодня считается малоизвестным фактом, что в 1930-е годы Райкин начинал именно как музыкальный эксцентрик и танцор-мим, а первая слава и звание лауреата на Всесоюзном конкурсе артистов эстрады были получены за танцевально-мимический номер «Чаплин», отчасти, поставленный Михаилом Савояровым.:232
Ближе к концу 1930-х годов Савояров дал несколько уроков Александру Менакеру:167-168. Симптоматично выглядит савояровская школа эксцентрики в манере исполнения песен Андрея Миронова (сына Александра Менакера) и нескольких музыкальных ролях молодого Константина Райкина в театре и кино. Одну из песен Савоярова 1915 года (деревенская сценка «Трубачи») исполняет Андрей Миронов («По селу бегут мальчишки, Девки, бабы, ребятишки…») в фильме Эльдара Рязанова «О бедном гусаре замолвите слово». Музыка этого номера заново написана композитором Андреем Петровым, но авторский текст был только сокращён, в остальном оставшись почти неизменным. В кинематографическом исполнении этого номера можно наблюдать именно савояровскую манеру в индивидуальной редакции Андрея Миронова.
Раньше, ещё в 1960-е годы, эту песню очень любил исполнять Александр Галич:135, непрерывно импровизируя под гитару и всякий раз меняя авторский текст, как музыкальный, так и стихотворный. «Трубачи» цитируются также и в романе Юрия Германа «Дорогой мой человек». Наряду со стихотворением Николая Заболоцкого «Меркнут знаки Зодиака» песенка Савоярова становится знаковой. Словно бы печатью некоей внутренней общности «Трубачи» маркируют героев, демонстративно не вписывающихся в рамки удушающей атмосферы сталинской России.
По мнению петербургского искусствоведа Андрея Россомахина, ещё один эстрадный автор и артист по своему амплуа и творческому темпераменту оказывается очень близок к савояровскому наследию. Речь идёт о Сергее Шнурове (Шнуре), который возрождает и развивает самые жёсткие традиции дореволюционной российской эстрады на изломе XX и XXI веков, прежде всего Михаила Савоярова с его постоянной игрой словами, игрой в перевоплощения и жёстким стилем, далёким от всяких правил и норм приличия. Злободневное пересмешничество, пародийность и гротеск, жаргон и стёб, артистическая маска люмпена и алкоголика, брутальность и грубость (доходящая до физиологичности), работа за гранью нормы и создание собственного формата — всё это ровно через сто лет роднит Сергея Шнурова с «королём эксцентрики» эпохи войн и революций.
Теснейшим образом это мнение перекликается со словами того же Псоя Короленко, который в конце 2010-х годов неоднократно отмечал то глубокое воздействие, которое оказала на него творческая манера и стиль Михаила Савоярова:360.

…В настоящее время некоторые песни мои, некоторые авторские куплеты, которые я пишу сегодня, испытали сильное влияние его <Михаила Савоярова> эстетики, его поэтики, его энергетики. Несмотря даже на то <обстоятельство>, что существуют <только> ноты, но в природе нет его аудиозаписей, никаких не осталось…, каким-то образом и Савояров попал в сферу нашего внимания и кругозора, и поразил воображение такой вот глубиной, неожиданностью, парадоксальностью, свободой, экспериментаторством и сочетанием <…> внешней грубости, гротескности, иногда нарочито грубого комизма, — и необычайной тонкости и целомудрия… , и тонкости, такой субтильности восприятия мира, которое за этим всем кроется. И вот этот вот жанр, который сочетает в себе грубое и тончайшее, которое… что-то из этого есть в цирке, что-то в клоунаде, что-то из этого есть в определённых жанрах песни, в определённых театральных амплуа, вот он является одним из источников вдохновения, <…> своеобразным, может быть, компасом, или каким-то очень интригующим и очень замысловатым ориентиром…— Псой Короленко, из интервью телевидению Торонто, 2018 г.

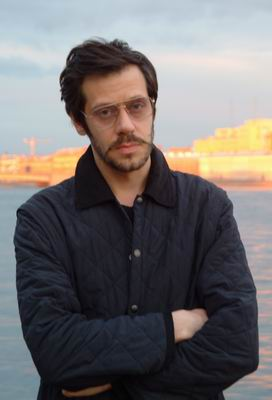
Юрий Ханон, «Петроград», 2008.

Судя по всему, самым бесспорным и прямым из многочисленных «артистических влияний» М. Н. Савоярова следует считать его внука, известного российского композитора, лауреата «европейского Оскара», одновременно также писателя и художника, носящего творческий псевдоним Юрий Ханон. Пожалуй, именно в нём ярко эксцентричная творческая индивидуальность М. Н. Савоярова получила своё развитие и продолжение…, хотя и в несколько утяжелённой (совсем не эстрадной), философской и академической форме.
Ещё одна внучка короля эксцентрики, Татьяна Савоярова — также приобрела известность как острый и оригинальный питерский художник (отчасти, сюрреалист и пересмешник), автор жёстких сатир, портретов и каллиграфически тщательно проработанных полотен в большинстве фигуративных жанров современной живописи.
Крайне эксцентричная, грубая манера исполнения (иногда на границе приличия, а иногда и за этой границей) фактически вывела Михаила Савоярова за пределы официальной культуры как Серебряного века, так и советской России, превратив, по сути, в маргинала. За свои ярко-натуралистические и фумистические выходки в последние предреволюционные годы он получил прозвище «рвотного шансонье», которого никогда не оспаривал, считая для себя даже более почётным, чем «король эксцентрики». Вместе с тем, артистический стиль Савоярова отличало особое обаяние «очень живого» исполнения, природная музыкальность, яркая пластичность, тонкая нюансировка, острая способность к перевоплощению, умение раскрыть подтекст, дополнить пение танцем и мимической репризой. Такое исполнение обладает одним существенным недостатком — его нужно видеть и слышать лично. Однако в архивах не сохранилось ни звукозаписей, ни киноотрывков. Всё наследие Савоярова на сегодняшний день — это изданные ноты и сборники его стихов. Именно это обстоятельство частично объясняет, по какой причине сегодня Савояров настолько мало известен.

## Библиография

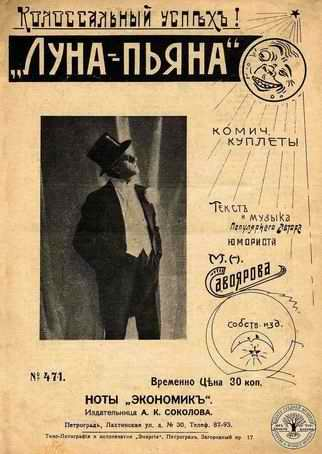
М. Н. Савояровъ
«Луна-пьяна!» (обложка нот).
Петроград 1915

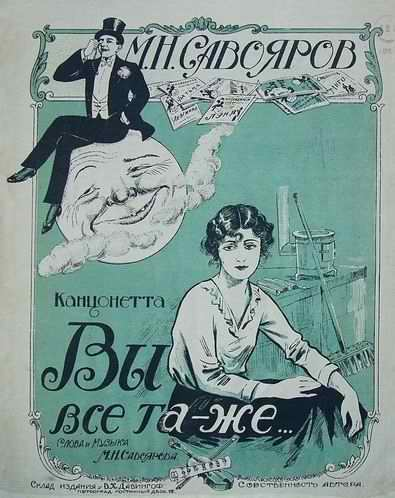
М. Н. Савояровъ
«Вы всё та же» (обложка нот).
Петроград 1921